# Fachanwalt für Vergaberecht
Der Fachanwalt für Vergaberecht wurde von der 5. Satzungsversammlung der Bundesrechtsanwaltskammer am 16. März 2015 als 22. Fachanwaltschaft beschlossen.
Rechtsanwälte können diese Zusatzqualifikation erwerben, wenn sie für den Nachweis der theoretischen Kenntnisse einen entsprechenden Fachanwaltslehrgang mit mindestens 120 Stunden absolviert und drei Klausuren bestanden haben. Der Fachanwaltslehrgang muss nach § 14 o Fachanwaltsordnung (FAO) die folgenden theoretischen Kenntnisse vermitteln:
1. Europäische und deutsche  Vorschriften zur öffentlichen Auftragsvergabe, insbesondere
a) EU-Vergaberichtlinien einschließlich der jeweiligen Rechtsmittelrichtlinien,
b) Gesetz gegen Wettbewerbsbeschränkungen (GWB),
c) Vergabeverordnung (VgV),
d) Grundzüge der Vergabegesetze der einzelnen  Bundesländer und (soweit  vorhanden) des Bundes,
2. Besonderheiten der einzelnen Vergabeverfahren bei der:
a) Vergabe von Bauleistungen nach der VOB/A,
b) Vergabe von Leistungen nach der VOL/A,
c) Vergabe von freiberuflichen Dienstleistungen nach der VOF,
d) Vergabe von Aufträgen im Bereich Verkehr, Trinkwasserversorgung und Energieversorgung nach der SektVO,
e) Vergabe von Aufträgen im Bereich Verteidigung und Sicherheit nach der VSVgV,
3. Besonderheiten der Verfahrens- und Prozessführung:
a) Primärrechtsschutz durch Nachprüfungs- und Beschwerdeverfahren,
b) Grundzüge der vergaberechtlichen Verfahren vor dem EuGH,
c) sonstiger Rechtsschutz vor Zivilgerichten und Verwaltungsgerichten im Zusammenhang mit Vergabeverfahren,
4. Vergaberechtliche Aspekte des Beihilferechts,
5. Grundzüge des öffentlichen Preisrechts.
Die praktischen Kenntnisse müssen gemäß § 5 Absatz 1 lit. v Fachanwaltsordnung durch 40 bearbeitete Fälle nachgewiesen werden, davon mindestens fünf gerichtliche Verfahren oder Nachprüfungsverfahren.

## Statistik
Zum 1. Januar 2024 sind 451 Fachanwälte für Vergaberecht in Deutschland zugelassen.